# Nick Esposito (Gitarrist)
Nick Esposito Sr. war ein US-amerikanischer Gitarrist, Bandleader im Bereich des Rhythm & Blues und Jazz sowie Instrumentenbauer.

## Leben und Wirken
Esposito begann seine Musikerkarriere mit 18 Jahren als Violinist im Chicago Symphony Orchestra, daneben betätigte er sich als Instrumentenbauer und arbeitete in einer Musikalienhandlung. Ab 1936 verlagerte er sein Interesse auf den Gitarrenbau und entwickelte sich zum Jazzgitarristen. Er trat mit dem New York Philharmonic Orchestra auf und gilt als einer der Pioniere der elektrischen Gitarre. Anfang der 1940er Jahre spielte er bei Henry Busse. 1946 erhielt er einen Plattenvertrag bei Pacific Jazz Records; bei seinen ersten Aufnahmen unter eigenem Namen entstand auch sein wohl bekanntester Titel,  der Empty Ballroom Blues.  Bei einer weiteren Session entstand 1946 unter Mitwirkung von Barney Bigard eine Coverversion von Duke Ellingtons C Jam Blues. In seiner Band spielten in dieser Phase Bill Smith (Bass); Merle Howard (Tenorsax), Stan Ward (Schlagzeug) und June Preston (Piano).
Bei einer weiteren Aufnahme des Empty Ballroom Blues 1949 spielte Esposito mit Claude Gilroy (Tenorsaxophon), Billy „Buddy“ Munsinger (Piano), Vernon Alley (Bass), Joe Dodge (Schlagzeug), Cal Tjader (Bongos) und Dottie Grey (Gesang). Er wirkte außerdem bei Aufnahmen des Nat-King-Cole-Trios, Viviane Greene und des Sängers Stan Wilson mit. In den 1950er Jahren trat er mit seinem Sextett häufig im Jazzclub Black Hawk auf. Unter seiner Leitung nahm er im März 1952 mit Bennie Green, Flip Phillips, Oscar Peterson, Ray Brown und J. C. Heard für Mercury Records auf, darunter wieder den Empty Ballroom Blues.
Um 1949 hatte er seine  eigene Gitarrenwerkstatt in Oakland, später arbeitete er mit Firmen wie The Guild Company und Fender zusammen, in Italien mit der Eko Guitar Company. Während seiner Engagements in Hotels in Las Vegas, wo er Stars wie Frank Sinatra, Dean Martin, Sammy Davis Jr. und Julius La Rosa begleitete, betrieb er ab 1959 in der Stadt zwei Musikgeschäfte, darunter mit seinem Sohn Nick Esposito Jr. den Esposito's Music Mart, und wurde mit dem einsetzenden Boom des Rock’n’Roll und der Rockmusik zum „Paten der 60er-Jahre-Rockgitarristen in Las Vegas“.

## Diskographische Hinweise
- Mercury Blues 'N' Rhythm Story 1945-1955: West Coast Blues
- Swinging On the Golden Gate - Blues, R&B and Jazz on West Coast Indie Labels 1944-1958 (JSP)